# 알사드 SC
알사드 스포츠 클럽(아랍어: نادي السد الرياضي)은 카타르의 수도 도하를 연고로 하는 축구 클럽이다. 1969년 10월 21일 창단 되었고 카타르에서 가장 성공적인 축구 클럽으로 평가받고 있다. 축구 외에 핸드볼과 농구, 배구, 육상, 탁구 선수단도 운영한다.

## 역사

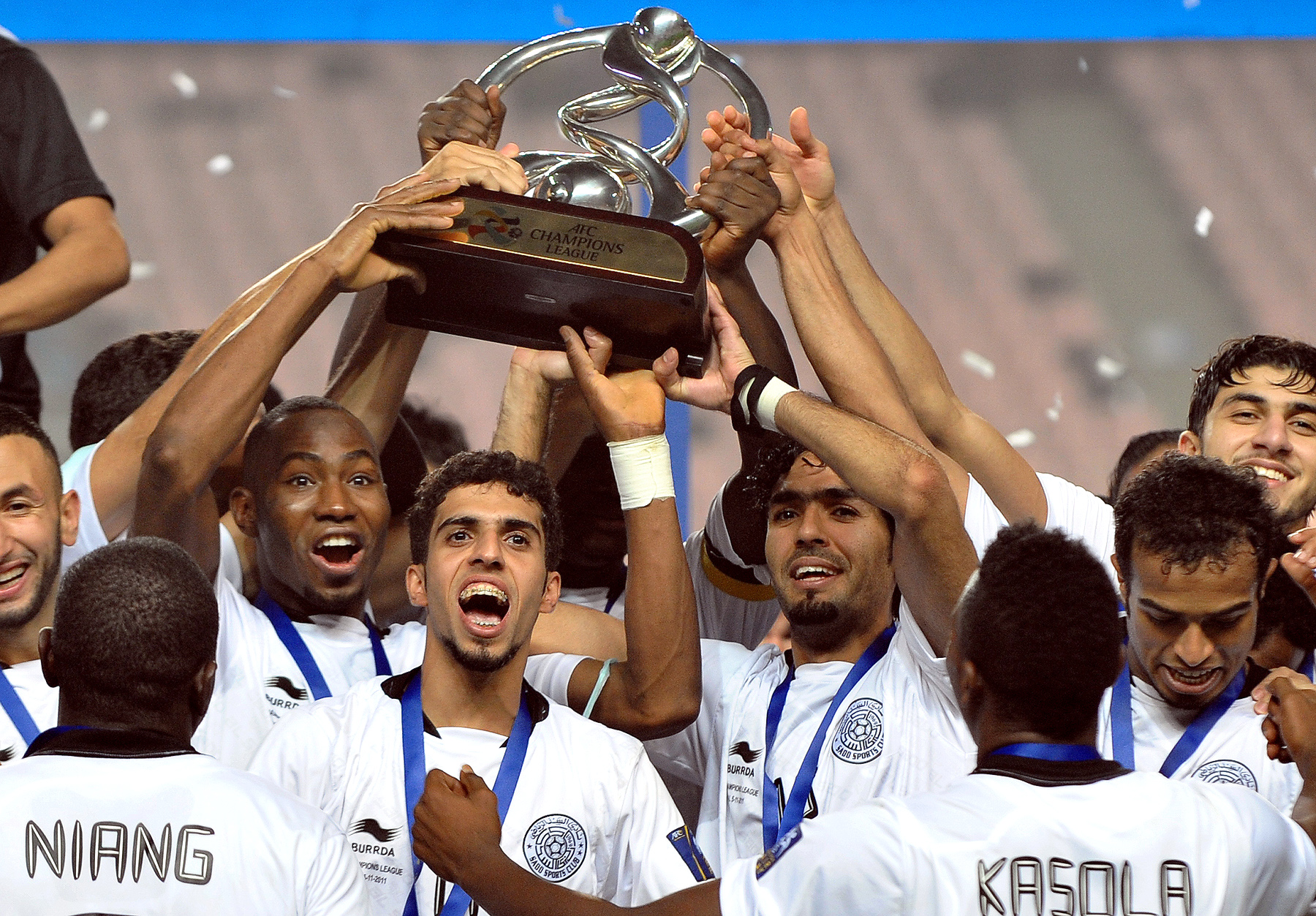
2011년 AFC 챔피언스리그 우승 트로피를 들고 있는 알사드 선수들

알사드는 축구를 좋아하는 네 명의 학생들로부터 만들어졌다. 그들은 다른 클럽에 입단하는 것을 거부하고 자신들 스스로 클럽을 만들었는데 이는 알사드 창단의 모태가 된다.
1973-74 카타르 리그에서 처음으로 우승을 차지하였으며 알아라비, 알라얀과 함께 1970년대와 1980년대 카타르 축구 리그를 호령하였다. 1989년 이라크의 알라시드를 꺾으면서 아랍 클럽으로는 처음으로 아시안 클럽 챔피언십(AFC 챔피언스리그의 전신)에서 우승을 차지하였다.
1990년대에는 카타르 리그에서 한 번도 우승을 차지하지 못하였지만 1991년 걸프 클럽 챔피언스컵과 1998년 카타르 크라운 프린스 컵에서 우승을 차지하였다.
2000년대는 알사드를 위한 새로운 시대였다. 2000년 카타르 리그 정상에 올랐고 그 외에 많은 대회에서 우승을 차지하였다. 2001년 아랍 챔피언스리그에서 우승을 차지하며 트리플 크라운을 달성하였으며 2007년 우루과이 출신 감독 호르헤 포사티의 지휘 아래 카타르 클럽으로서는 최초로 쿼드러플(카타르 스타스 리그, 카타르 아미르 컵, 카타르 크라운 프린스 컵, 셰이크 자셈 컵 우승)을 차지하는 위업을 달성하였다.
AFC 챔피언스리그 2011 결승전에서 대한민국의 전북 현대 모터스를 승부차기 끝에 누르고 우승을 차지했고 FIFA 클럽 월드컵 2011에서 일본의 가시와 레이솔을 승부차기 끝에 누르고 3위를 차지했다.

## 우승 기록

### 카타르 국내 대회
- 카타르 스타스 리그
  - 우승: 1970-71, 1973-74, 1978-79, 1979-80, 1980-81, 1981-82, 1987-88, 1988-89, 1989-90, 2000-01, 2005-06, 2006-07, 2012-13, 2018-19, 2020-21, 2021-22, 2023-24, 2024-25

- 아미르 컵
  - 우승: 1974-75, 1976-77, 1981-82, 1984-85, 1985-86, 1987-88, 1990-91, 1993-94, 1999-2000, 2002-03, 2004-05, 2006-07

- 크라운 프린스 컵
  - 우승: 1997-98, 2002-03, 2005-06, 2006-07, 2007-08

- 셰이크 자셈 컵
  - 우승: 1977-78, 1978-79, 1979-80, 1981-82, 1985-86, 1986-87, 1988-89, 1990-91, 1997-98, 1999-2000, 2001-02, 2006-07

### 국제 대회
- AFC 챔피언스리그
  - 우승: 2011

- 아시안 클럽 챔피언십
  - 우승: 1988-89

- 걸프 클럽 챔피언스컵
  - 우승: 1991

- 아랍 챔피언스리그
  - 우승: 2001

## 선수 명단

### 현역
참고: FIFA 자격 규정에 따라 소속된 국가대표팀 국기를 표시합니다. 선수는 복수의 FIFA 비회원국 국적을 가지고 있을 수 있습니다.
| 번호 | 포지션 | 국적   | 이름                        |
| ---- | ------ | ------ | --------------------------- |
| 6    | DF     |        | 파울루 오타비오 로사 시우바 |
| 8    | MF     | 카타르 | 알리 아사달라               |

| 번호 | 포지션 | 국적     | 이름            |
| ---- | ------ | -------- | --------------- |
| 88   | MF     | 콜롬비아 | 마테우스 유리베 |

## 역대 감독
| 감독               | 임기        |
| ------------------ | ----------- |
| 보라 밀루티노비치  | 2004 ~ 2005 |
| 코스민 올러로이우  | 2009 ~ 2010 |
| 하비 그라시아      | 2021 ~ 2022 |
| 후안마 리요        | 2022 ~ 2023 |
| 펠릭스 산체스 바스 | 2024 ~      |